# Chilonatalus micropus
Chilonatalus micropus é uma espécie de morcego da família Natalidae. Pode ser encontrada em Cuba, Jamaica, Hispaniola e ilhas Providencia.